# 王塗發
王塗發（1948年4月10日—），中華民國（台灣）政治人物，曾代表民主進步黨任職立法委員，曾任建國黨政策委員會委員、國家展望文教基金會董事長。在陳水扁政府時代曾任台電董事，也是台電史上第一位被工會發動罷免的董事。

## 經歷
- 國立臺北大學教務長、經濟系教授兼主任
- 國立中興大學法商學院（現國立臺北大學）經濟學研究所所長
- 行政院顧問
- 台灣環保聯盟總會會長
- 台灣教授協會會長
- 第六屆立法委員
- 台灣電力公司董事

## 外部連結
- 立法院 （页面存档备份，存于）
- 線上大國民 Mighty People Online - 立法委員資料 – 王塗發
- 王塗發》堅持環保理想近乎偏執 （页面存档备份，存于）